# Tephrosia caerulea
Tephrosia caerulea är en ärtväxtart som beskrevs av Baker f.. Tephrosia caerulea ingår i släktet Tephrosia och familjen ärtväxter.

## Underarter
Arten delas in i följande underarter:
- T. c. caerulea
- T. c. otaviensis